# Vólosovo
Vólosovo (del ruso: Волосово) es una ciudad del óblast de Leningrado, en Rusia, centro administrativo del raión homónimo. Está sitauda en la línea de ferrocarril Tallin (Estonia)-San Petersburgo, a 85 km al sudoeste de esta última ciudad. Su población era de 12.161 habitantes en 2010.

## Historia
Vólosovo fue fundada en 1870. El nombre de la ciudad se dice que viene del nombre del dios Veles o Volos. Fue un centro industrial en tiempos de la Unión Soviética. Recibió el estatus de ciudad en 1999.
Al sudoeste de Vólosovo se encuentra la base aérea de Sumsk, que conoció cierta actividad durante la Guerra Fría.

## Demografía
| 1988  | 1989   | 1996   | 2002   | 2008   |
| ----- | ------ | ------ | ------ | ------ |
| 9 500 | 10 250 | 11 500 | 11 660 | 11 437 |

## Cultura y lugares de interés
En Vólosovo se encuentra un museo del pintor Nicholas Roerich (1874-1947), situada en la finca que ocupó en la ciudad.
En un pueblo de las cercanías, Klopisy, se encuentra la Iglesia de Pedro y Pablo (церковь Петра и Павла). En Tórosovo cabe destacar la finca del barón y general Piotr Wrangel. En Razkulisy se conserva una vieja finca noble y la Iglesia Preobrazhenskaya (Преображенская церковь).
En los alrededores de la localidad se han encontrado kurganes datados entre el 1.er y el 3.er milenio a. C.

## Industria y transporte
En Vólosovo operan empresas dedicadas al sector de la madera y del procesado de la misma, así como a los materiales de construcción (piedra caliza) y a la industria alimentaria.
La ciudad se encuentra en la línea de ferrocarril abierta en 1870 entre Tallin y San Petersburgo.
En cuanto al tráfico rodado, por la ciudad pasa la carretera R38 entre Gátchina y Opolie (cerca de Kingisepp).

## Personalidades
- Eduard Wiralt (1898-1954), artista.